# Гуабо-Дюбуа, Филипп
Филипп Гуабо-Дюбуа (фр. Philippe Goibaud-Dubois; 3 июня 1626, Пуатье — 1 июля 1694, Париж) — французский писатель
, переводчик. Член Французской академии (с 1693, кресло 19).

## Биография
Родился в известной в Пуатье семье. Его отец был сенешалем виконтов Рошешуар (Rochechouart) в Дё-Севре. Получил образование. Служил Дому короля. Инвентаризация его имущества, составленная в 1655 году, показывает, что в его библиотеке было около 200 книг на греческом, латинском и французском языках. К двадцати пяти годам Ф. Гуабо-Дюбуа был уже хорошо знаком с классической литературой.
Хорошо играл на виолончели, теорбе, гитаре и других струнных инструментах.
В 1660 году отправился в Париж и быстро вошел в круг герцога Артуса Гуфье, королевского правителя Пуатье, через которого познакомился с классиком французской литературы Блезом Паскалем и «Паскалинами», группой писателей-последователей и учеников Паскаля. Вдохновлённый их творчеством, начал пробовать свои силы в переводе.
В 1666 году Мария Лотарингская, герцогиня де Гиз выбрала Ф. Гуабо-Дюбуа в качестве наставника её шестнадцатилетнего племянника Луи Жозефа Лотарингского, герцога де Гиза. Прибыв в Отель Субиз, Гуабо-Дюбуа приступил к написанию мемуаров Генриха II де Гиза. Стал руководителем музыкального ансамбля мадемуазель де Гиз.
С 1662 года перевёл многие латинские сочинения святого Августина, Фомы Кемпийского, Цицерона на французский язык. Пьер Бейль отзывался о его переводах, как «точных, верных, чистых, элегантных и превосходно доступных».
В ноябре 1693 года был избран членом Французской академии. Восемь месяцев спустя умер.